# Vanytor de Barranquilla
Vanytor de Barranquilla fue un equipo de béisbol de la Liga Colombiana de Béisbol Profesional con sede en la ciudad de Barranquilla. Participando por primera vez en la Liga de 1953 hasta la temporada 1957-58
Disputó un total de 6 temporadas durante la primera época del béisbol en Colombia, finalizó segundo en primera ronda en su debut de 1953 pero finalmente no logró llegar a la final durante esta temporada se destacó  Roberto Díaz con 9 jonrones y el lanzador  José Velásquez con 83 ponches. La siguiente temporada de 1953-1954 quedó en último lugar en primera ronda, su primera gran temporada llegó en 1955-1956 donde finalizó primero en primera ronda pero perdería en la final contra Indios de Cartagena destacando al lanzador de grandes ligas  Woodrow "Woody" Rich con 11 juegos ganados y 2 perdidos. Lograría en su última participación el título en 1957-1958 luego de finalizar primero en la primera ronda y ganar la final ante Willard

## Jugadores destacados
- Roberto Díaz más cuadrangulares en 1953 con 9
- José Velásquez más ponches en 1953 con 83
- Emerson Unzicker mejor lanzador 1953-1954 con 0.97 ERA
- Emerson Unzicker más ponches 1953-1954 con 121
- Bill Thompson más carreras anotadas 1954-1955 con 50
- Bill Thompson más jorones 1954-1955 con 18
- Woodrow "Woddy" Rich más juegos ganados en 1955-1956 con 11
- Daniel Morejon más bases robadas en 1955-1956 con 26
- Thomas Shmidt mejor lanzador en 1955-1956 con 1.40 ERA
- Roberto Fernandez más hits en 1956-1957 con 79
- Roberto Fernandez mejor bateador en 1956-1957 con 290 AVG
- Charles Kolokowsky más juegos ganados en 1957-1958 con 12
- Charles Kolokowsky mejor lanzador en 1957-1958 con 2.17 ERA
- David Dillard más hits en 1957-1958 con 69
- David Dillard más triples en 1957-1958 con 6

## Palmarés
Estos son los títulos obtenidos por el equipo en su historia:
- Campeón: Liga Colombiana de Béisbol Profesional (1) 1957-58
- Subcampeón: Liga Colombiana de Béisbol Profesional (1) 1955-56